# Joaquim Bañeres i Gordell
Joaquim Bañeres i Gordell fou un polític lleidatà, diputat a Corts Espanyoles durant la restauració borbònica.
Era germà de Josep Bañeres i Gordell, hisendat d'Almenar que havia estat president de la Diputació de Lleida el 1871. Fou elegit diputat pel Partit Conservador a les eleccions generals espanyoles de 1876 i 1879 pel districte de Balaguer.